# Нільська мозаїка

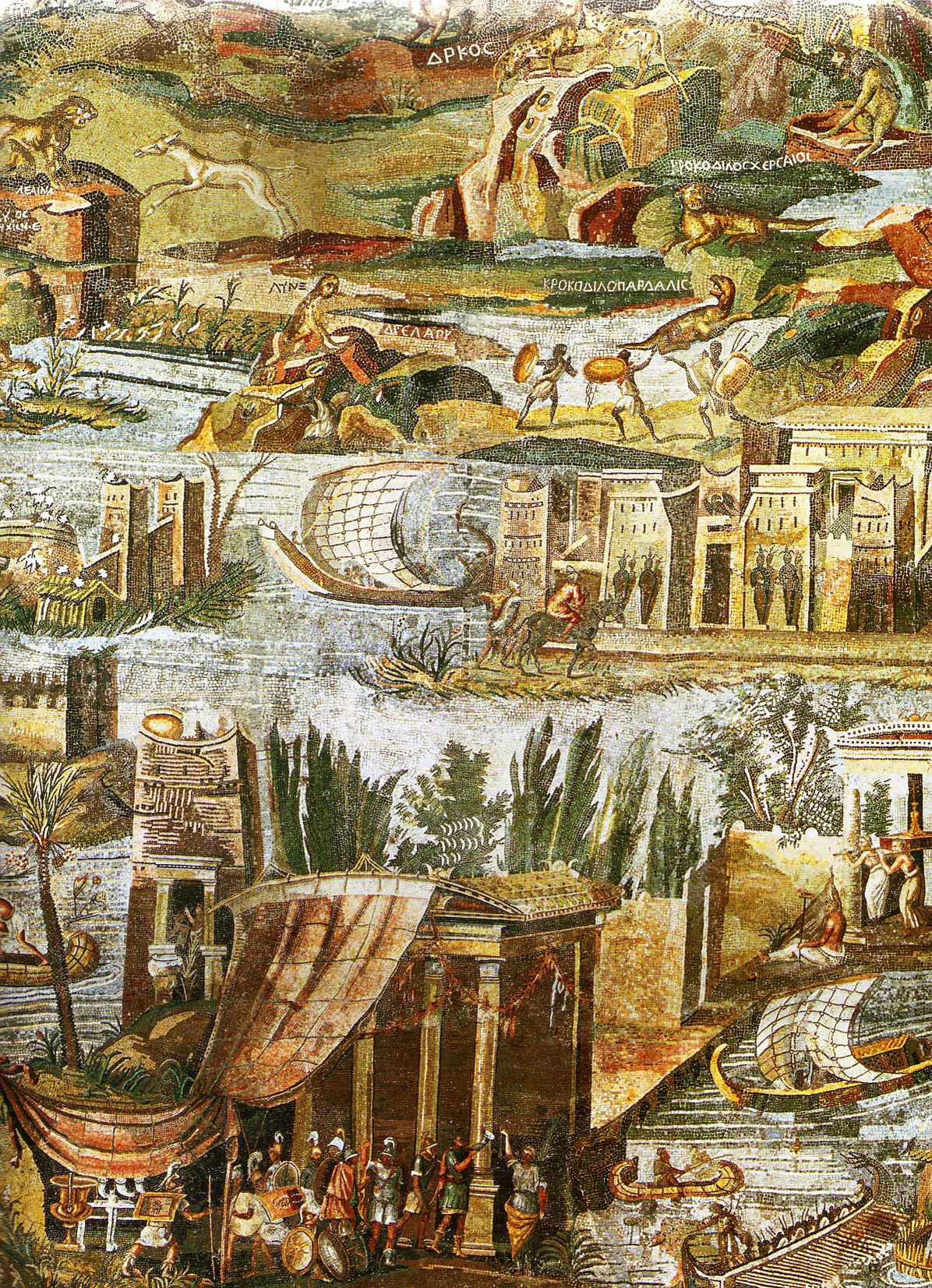
Нільська мозаїка

Нільська мозаїка — антична мозаїка розміром 585 на 431 см, що зображає русло Нілу та сцени з життя Єгипту епохи Птолемеїв. Дата створення мозаїки спірна — більшість вчених схильні датувати її правлінням Сулли (I ст. д.н. е.).
Виявлена на початку XVII ст. в  італійському місті Палестрина (стародавній Пренесте), ймовірно, на місці античного храму Фортуни. За наказом всемогутньої в місті родини Барберіні була варварсько відділена від підлоги і вивезена до Риму, де протягом трьох століть поміщалася в Палаццо Барберіні. Кілька разів реставрувалася; в 1953 р. повернуто до Палестрини, де і виставляється до цього дня.
Павло Муратов («Образи Італії») бачив в Нільській мозаїці свідоцтво затребуваності єгипетської культурної традиції у римської еліти республіканського часу (своєрідний аналог версальської моди на Китай). Низка дослідників йде далі і наводить мозаїку як доказ раннього поширення в Римі єгипетських культів, а адепти криптозоології намагаються розгледіти в зображених на ній нільських чудовиськах динозаврів.